# Maisontiers
Maisontiers é uma comuna francesa na região administrativa da Nova Aquitânia, no departamento de Deux-Sèvres. Estende-se por uma área de 18,29 km². Em 2010 a comuna tinha 152 habitantes (densidade: 8,3 hab./km²).